# Mark Anderson
Mark Anderson (født 26. maj 1983 i Tulsa, Oklahoma, USA) er en amerikansk fodboldspiller (defensive end), der pt. står uden klub. Han blev draftet i 5. runde af 2006 draften, og har tidligere i karrieren repræsenteret Chicago Bears, Houston Texans, New England Patriots og Buffalo Bills. Han har to gange i karrieren været i Super Bowl, men begge gange med nederlag.

## Klubber
- 2006-2010: Chicago Bears
- 2010: Houston Texans
- 2011: New England Patriots
- 2012-2013: Buffalo Bills